# Диксит, Авинаш
Авинаш Камалакар Диксит (англ. Avinash Kamalakar Dixit; род. 6 августа 1944, Бомбей) — американский экономист индийского происхождения. Доктор философии (1968), Университетский профессор Принстона, где трудится с 1981 года, член НАН США (2005) и Американского философского общества (2010), членкор Британской академии (2006). Автор ряда книг по экономике.

## Биография
Бакалавр наук (1963) Бомбейского университета; бакалавр искусств (1965) Кембриджского университета; доктор философии (1968) Массачусетского технологического института. Преподавал в Калифорнийском университете (Беркли; 1968—1969), Оксфорде (1970—1994), Уорикском университете (1974—1980) и Принстоне (с 1981), в последнем ныне именной Университетский профессор (John J. F. Sherrerd ’52 Professor) экономики.
Член Американской академии искусств и наук (1992).
Президент Эконометрического общества (2001) и Американской экономической ассоциации (2008).
Лауреат второй по значимости награды Индии Падма Вибхушан.